# Річард О'Коннор
Сер Генерал Річард Наджент О'Коннор, (англ. Richard Nugent O'Connor; нар. 21 серпня 1889, Срінаґар, Британська Індія — пом. 17 червня 1981, Лондон) — британський генерал і командувач британською армією в Північній Африці під час Другої світової війни. Командувач британськими військами під час операції «Компас».

## Біографія
Річард Наджент О'Коннор народився в Срінаґар, Кашмір, Індія 21 серпня 1889 року. Його батько був майором у полку Королівських Ірландських стрільців, а його мати була донькою колишнього губернатора, однієї з центральних провінцій Індії. Навчався у коледжі в Веллінгтоні, пізніше в Королівській військовій академії в Сандгерсті.
По закінченні навчання, проходив службу у 2 батальйоні шотландських стрільців. Під час Другої світової війни воював у Франції та Італії. В лютому 1915 році нагороджений «Військовим хрестом». Під кінець війни отримує звання капітана.
У квітні 1936 О'Коннор був підвищений до полковника і приймає командування пешаварською бригадою, на північному заході Індії. В серпні 1939 року у складі 7-й дивізії був переведений у фортецю Мерса-Матрух, Єгипет.
В листопаді 1940 року отримує тимчасове звання генерал-лейтенанта і 8 грудня 1940 проводить успішну операцію «Компас», під час котрої, знищує втричі сильніше угруповання противника.
6 квітня 1941 року О'Коннор, разом з  Філіпом Німом були взяті у полон німецьким патрулем поблизу Дерни. Наступні два з половиною роки О'Коннор, як військовополонений провів у таборі поблизу Флоренції в Італії. У вересні 1943 року за допомогою Італійського Руху Опору він разом із Німом втікає з полону.
Після повернення до Англії, О'Коннор представлений до лицарства та отримав звання генерал-лейтенанта. 21 січня 1944 року, О'Коннор стає командувачем VIII корпусу Британської армії. Разом із Корпусом брав участь у висадці союзників у Нормандії. У квітні 1945 року отримує звання генерала. В 1948 йде у відставку, але не пориває зв'язків із армією. 17 червня 1981 року помер у Лондоні.

## Нагороди
- Лицар Ордену Будяка, 26 квітня 1971
- Лицар Великого Хреста Ордена Лазні, 12 червня 1947
- Орден «За видатні заслуги», 1917, 1918
- Воєнний Хрест, 1915
- Орден Почесного легіону